# Bränntjärnen (Burträsks socken, Västerbotten)
Bränntjärnen är en sjö i Skellefteå kommun i Västerbotten och ingår i Rickleåns huvudavrinningsområde.